# جشن جهنمی
جشن جهنمی (انگلیسی: Hell Fest) فیلمی آمریکایی در سبک ترسناک به کارگردانی گریگری پاتکین است که در سال ۲۰۱۸ منتشر شد.

## داستان
عده‌ای از دوستان که برای تفریح به یک پارک سرگرمی و وحشت رفته‌اند با یک قاتل سریالی ماسک دار رو برو می‌شوند که قصد کشتن آن ها را دارد. اما دیگران تصور می‌کنند که این بخشی از نمایش پارک است…